# Sebastián Yatra
 (décembre 2018).
Sebastián Yatra (de son vrai nom Sebastián Obando Giraldo) est un chanteur, compositeur et acteur colombien né le 15 octobre 1994 à Medellín.
Il connaît un succès international grâce à ses tubes Como mirarte sorti en 2015 et Traicionera sorti en 2016, après avoir signé un contrat avec Universal Music Latin Entertainment.

## Biographie

### Enfance
De son vrai nom Sebastián Obando Giraldo, Sebastián Yatra naît le 15 octobre 1994 à Medellín. Il déménage à Carthagène des Indes puis il rejoint à l’âge de cinq ans sa famille à Miami, aux États-Unis. Il a étudié le piano, la guitare, le chant et il était un passionné de football avant de se consacrer pleinement à la musique.
À 12 ans, il commence à composer ses premières chansons, puis, après avoir choisi de vivre de sa musique, il se met à la recherche de personnes pouvant l’aider à lancer sa carrière musicale.

### Carrière musicale
Parti en tournée avec Paty Cantú dans son « Drama Queen tour » et avec Sandoval dans sa « Deja Que la Vida Te Sorprenda tour », il gagne de plus en plus de notoriété. Le simple qu’il sort ensuite, Todo Lo Que Siento obtient un léger succès, mais le suivant Para Olvidar est un grand succès en Colombie, au Venezuela et aux États-Unis.
Durant le premier semestre de 2015, il invite les artistes colombiens Juan David Gálvez de Alkilados et Mike Bahía pour la composition de sa nouvelle chanson. Il interprète par la suite la version pop de No Me Llames et collabore également avec Alkilados pour le remixage, produit par Ronny Wats et Dj Peeks.
No Me Llames reste à la 14e place du top 20 national[Lequel ?] pendant huit semaines consécutives, ce qui permet à Sebastián Yatra de faire sa première tournée promotionnelle à Mexico, à Guadalajara, à Puebla et à Querétaro. Grâce à ce succès, il est reçu par les médias et invité à participer au festival EXA à El Paso au Texas et au 91 Fest, programme de la chaîne Radio 91 DAT, en partageant la scène avec Kalimba, DLD et CD9. La chaîne internationale EXA le choisit comme artiste pour inaugurer leur plateforme « EXA Live Sessions ».
Plus tard, il est invité par Juan Magán, le DJ producteur espagnol, et par le duo Cali y El Dandee (es) pour participer à la chanson Por Fin Te Encontré. Cette composition qui a une touche de romantisme fusionne les rythmes urbains avec de la guitare pop. Son clip, tourné à Ibiza, comptabilise plus d'un million de vues en trois jours et devient « Disque de platine digital » en Espagne (40 000 ventes digitales).
En 2015, Yatra sort le simple Cómo Mirarte. Cette chanson atteint la deuxième place du « Top National Latino » selon Monitor Latino, et se maintient comme l’une des dix chansons les plus écoutées au registre général et national des « Rapports nationaux colombiens ». La même année, il sort aussi le remixage de Cómo Mirarte en collaboration avec Kenai, remixé par des producteurs comme Kevin ADG, Chan El Genio et Dandee. Cette version a connu autant de succès que la version originale.

#### 2013-2015: Débuts de carrière
En 2013, il sort son premier simple El psicólogo aux États-Unis, en Colombie, au Venezuela et en Équateur. Il s’agit d’une ballade pop avec des influences reggae enregistrée aux États-Unis, qu’il a lui-même composée avec l’aide des producteurs latino-américains Yhonny Atella et Ender Thomas. Elle est mastérisée par Tom Coyne, du studio d’enregistrement « Sterling Sound » à New York, et le clip est réalisé par Simon Brand, un réalisateur colombien de publicités et de clips.
Sebastián se concentre ensuite sur l’enregistrement de sa deuxième chanson, Para Olvidar, composée par lui-même et par Mauricio Rengifo, alias « Dandee », du duo colombien « Cali y El Dandee ». Pour sa sortie, deux versions sont présentées : la ballade pop mixée par Jaycen Joshua, et la version remixée produite par « Tainy ». Il présente aussi le clip du simple, réalisé par Diego Cadavid.

#### 2016-2018: Extended Play Yatra
En 2016, il remporte le « Producers Choice Awards ». Durant le mois d’avril, il est invité à participer à « Evento 40 México » au stade Aztèque. Cette même année, la chaîne de télévision nationale HTV le nomine dans la catégorie « Révélation de l’année » des « prix HEAT 2016 ». Il signe avec Universal Music Latino qui l'ajoute à la liste des autres artistes qu’ils produisent. Avec sa nouvelle maison de disque, il sort le 8 juillet 2016 un nouveau simple, Traicionera, qui sera écouté dans le monde entier. C’est une chanson mixant du reggaeton et du EDM trap qui connaît un succès important et atteint les premières places des listes des radios officielles d’Amérique latine, des États-Unis, d’Espagne et du Portugal[réf. souhaitée] dès les premières semaines de sa sortie. Cela consolide son statut d’artiste international favori d’Amérique latine[réf. souhaitée]. Il réalise une tournée dans sept villes portugaises où il surpasse les attentes du public et fait systématiquement salle comble[réf. souhaitée]. Ce simple est certifié double disque de platine en Colombie, disque d’or en Espagne et disque de platine en Équateur, au Pérou et en Amérique centrale.
Au début de l'année 2017, il sort le simple No Hay Nadie Que Nos Pare en collaboration avec la chanteuse argentine Martina Stoessel. Celle-ci l'invite ensuite à faire partie de sa tournée « Got Me Started Tour » au théâtre du Grand Rex. Plus tard, il sort le simple Alguien Robó en collaboration avec Nacho (es) et Wisin. Il reçoit la certification de double disque de platine pour ses ventes au Mexique, en Amérique centrale, au Pérou, en Équateur et en Espagne. Le clip est réalisé par Daniel Durán et tourné entre Miami et Bogota. En 2017, Sebastián multiplie les collaborations : il sort tout d'abord une version latine de No Vacancy de OneRepublic. Le chanteur belge Milow l’invite à participer au titre Summer Days, tout en se faisant connaître grâce au titre Robarte Un Beso en collaboration avec Carlos Vives, titre qui a été numéro 1 sur les radios colombiennes et dans plusieurs pays latinos américains et qui a été un succès mondial. En juin 2017, il sort Devuelveme El Corazón, une ballade pop écrite par Sebastián lui-même et produite par Mauricio Rengifo, dont le clip a été tourné et dirigé par Daniel Durán entre Miami et Los Angeles. Quelques mois plus tard, Yatra a collaboré avec le chanteur Joey Montana originaire du Panama sur une chanson intitulée Suena El Dembow dont le clip a notamment été filmé sur les plages californiennes de Malibu.
Fin septembre 2017, il reçoit deux nominations aux « Premios Gramy Latinos » : la première en tant que « révélation de l’année » et la seconde pour son EP Extended play Yatra comme « meilleur album pop de l’année ». Sebastián annonce alors être en train de travailler sur son prochain album. Durant cette période, il sort le titre Sutra en collaboration avec le chanteur et compositeur portoricain Dálmata (es) ; Sutra comporte un clip « sexy » tourné à Miami sous la direction de Simón Brand, déjà réalisateur de son premier clip, El Psicólogo. Sebastián a aussi été présentateur des « Kids Choice Awards Colombia » en compagnie de la mannequin, entrepreneuse et présentatrice de télévision, Andrea Serna, émission de la chaîne américaine Nickelodeon, où il a de plus obtenu deux nominations dans les catégories « meilleur artiste colombien » et « chico trendy ». À son tour, la chaîne de musique internationale MTV Latinoamerica l’a nommé dans cinq catégories pour les MTV Miaw 2017, même s’il n’a gagné aucun de ces prix.

#### 2018:Mantra
En janvier 2018, il lance un nouveau simple, No Hay Nadie Más, une ballade d'amour intime et romantique écrite par Yatra et produite par Toby Tobon et Andrés Munera, dont le clip, sorti en même temps que le simple, a été filmé dans les montagnes enneigées d'El Chaltén, en Patagonie argentine et qui, en un mois, comptabilise plus de 100 millions de vues.
Il a participé pour la première fois en tant que jury et conseiller à l'émission La Voz Kids 2018, l'équivalent colombien de The Voice Kids en France, aux côtés de Fanny Lu et d'Andrés Cepeda en tant que remplaçant du chanteur Maluma. Le dernier talent (candidat) de son équipe, Juanse Laverde, attire très vite l'attention de tous les Colombiens et celle du monde entier et remporte contre toute attente ce télé-crochet.
Fin mars 2018, il sort son simple Por Perro, avec la collaboration de Luis Figueora et de Lary Over, qui paraîtra par la suite sur son nouvel album.
Le 3 août 2018, Quiero Volver est dévoilé. Le simple, accompagné du clip, a donné son nom au deuxième album, Quiero Volver de l'artiste argentine Martina Stoessel avec Sebastián à ses côtés. Il raconte l'histoire d'une relation à distance, en formant un couple dans la vidéo.
Le 9 août 2018 sort le single Ya No Tiene Novio : on retrouve dans le clip les enfants du chanteur Ricardo Montaner, Mau et Ricky (es).

#### Depuis 2019
En janvier 2019, il sort Un Año avec le groupe mexicain Reik.
En avril 2019, il participe à un duo avec Luis Fonsi et Nicky Jam sur Date la Vuelta, un simple de Luis Fonsi.
Il va aussi collaborer avec la chanteuse TINI et sortir en octobre 2019 Oye qui est la deuxième partie de Cristina aussi sortie en collaboration avec Tini, en mars 2019
En février 2020, il sort TBT avec Rauw Alejandro et Manuel Turizo. En mars, il sort Falta Amor avec Ricky Martin. En août, il sort A Donde Van avec Álvaro Diaz. En octobre, il sort Chica Ideal avec Guaynaa qui fait plus de 180 millions de vues.
En février 2021, il sort Adiós.
En avril 2021 , il sort Pareja del Año avec Myke Towers.
En 2021, il interprète une chanson pour le compte de Disney, pour le film Encanto nommé Dos Oruguitas. Il s'agit de la seule chanson en espagnol du film.

### Débuts dans le doublage
Pendant sa tournée en Espagne, il est invité à participer au doublage du film Pie Pequeño (en français : Yéti et Compagnie) : il prête sa voix au personnage de Migo, interprété dans la version originale par Channing Tatum.

### Vie privée
À partir de avril 2019, il partage de nombreux concerts avec la chanteuse Martina Stoessel. Le 10 juin 2019, ils officialisent leur relation, mais annoncent leur rupture le 16 mai 2020,.

## Filmographie

### Films
| Année | Titre                                     | Personnage                    |
| ----- | ----------------------------------------- | ----------------------------- |
| 2018  | Yéti et Compagnie                         | Migo (doublage en Espagnol)   |
| 2019  | Me llevarás en ti                         | Lui-même (Invité Musical)     |
| 2019  | Klaus                                     | Jesper (Doublage en Espagnol) |
| 2021  | Encanto : La Fantastique Famille Madrigal | Chante Dos Oroguitas          |

### Séries
| Année | Titre                                                             | Personnage |
| ----- | ----------------------------------------------------------------- | ---------- |
| 2022  | Érase una vez… Pero ya no / vf. Jusqu'à ce que le sort les sépare | Diego/Maxi |

### Télévision
| Année      | Titre                       | Personnage                           |
| ---------- | --------------------------- | ------------------------------------ |
| 2017       | Guerra de ídolos            | Lui-même (Invité Musical)            |
| 2018       | La reina del flow           | Lui-même (Invité Musical)            |
| 2018-2020  | La voz Kids (Colombie) (es) | Jury des 3 saisons                   |
| 2020       | La voz (España)             | Conseiller/Coach de Pablo López (es) |
| 2020, 2021 | El Hormiguero               | Lui-même (Invité Musical)            |

## Discographie

### Albums
- 2016 : Mantra (es)
- 2019 : Fantasía (es)
- 2022 : Dharma (es)

### Simples
- 2013 : El Psicólogo
- 2014 : Todo Lo Que Siento
- 2014 : Love You Forever
- 2014 : Para Olvidar
- 2015 : No Me Llames
- 2015 : Cómo Mirarte
- 2016 : Que Tengo Que Hacer (avec Feid)
- 2016 : Lo Que Siento por Ti (avec Karol G)
- 2016 : Traicionera
- 2017 : Alguien Robó
- 2017 : No Vacancy (avec OneRepublic)
- 2017 : Devuélveme el Corazón
- 2017 : Summer Days (avec Milow)
- 2017 : Robarte un Beso (avec Carlos Vives)
- 2017 : Suena El Dembow (avec Joey Montana)
- 2017 : Sutra (avec Dalmata)
- 2017 : Te Lo Pido Por Favor
- 2017 : Ave María (avec Lafame)
- 2018 : No Hay Nadie Más (seul ou avec Isabela Merced)
- 2018 : A Partir De Hoy (avec David Bisbal)
- 2018 : Por Perro (avec Luis Figueroa et Lary Over)
- 2018 : Love (avec Gianluca Vacchi)
- 2018 : Yo Te Vine a Amar (avec Ivete Sangalo)
- 2018 : Quiero Volver (avec TINI)
- 2018 : Ya No Tiene Novio (avec Mau y Ricky)
- 2018 : Contigo Siempre (avec Alejandro Fernandez)
- 2018 : Vuelve (avec Beret)
- 2018 : Atado Entre Tus Manos (avec Tommy Torres)
- 2018 : Ni Gucci Ni Prada (avec Kenny Man)
- 2019 : Un Año (avec Reik)
- 2019 : Déjate Querer (avec Lalo Ebratt et Yera)
- 2019 : Cristina
- 2019 : Date La Vuelta (avec Luis Fonsi et Nicky Jam)
- 2019 : En Guerra (avec Camilo)
- 2019 : En Cero (avec Yandel et Manuel Turizo)
- 2019 : Runaway (avec Daddy Yankee, Natti Natasha et les Jonas Brothers)
- 2019 : Bonita (avec Juanes)
- 2019 : Oye (avec TINI)
- 2019 : Mañana No Hay Clase (avec Ñejo & Dalmata)
- 2019 : No Ha Parado de Llover (avec Maná)
- 2019 : Boomshakalaka (avec Dimitri Vegas & Like Mike, Afro Bros, Camilo et Emilia)
- 2020 : TBT (avec Rauw Alejandro et Manuel Turizo)
- 2020 : Falta Amor (avec Ricky Martin)
- 2020 : Locura (avec Cali y El Dandee)
- 2020 : Bajo la mesa (avec Morat)
- 2020 : No Bailes Sola (avec Danna Paola)
- 2020 : A Donde Van (avec Alvaro Diaz)
- 2020 : Corazón Sin Vida (avec Aitana)
- 2020 : Chica Ideal (avec Guaynaa)
- 2020 : Santa Claus Is Coming to Town
- 2021 : Adiós
- 2021 : Pareja del Año (avec Myke Towers)
- 2021 : 3 de la Mañana (avec Mau y Ricky (en) et Mora)
- 2021 : Delincuente  (avec Jhay Cortez)
- 2021 : Tacones Rojos
- 2022 : Melancólicos Anónimos
- 2022 : Regresé (avec Justin Quiles et L-Gante)
- 2022 : Básicamente
- 2022 : Modo Avión
- 2022 : Dharma  (avec Jorge Celedón et Rosario)
- 2022 : Si Me La Haces (avec Lenny Tavarez et Mariah Angeliq)
- 2022 : Quererte Bonito (avec  Elena Rose
- 2022 : Las Dudas (avec Aitana)

### En duo
- 2015 : Por Fin Te Encontré (avec Cali & El Dandee et Juan Magán)
- 2016 : Ya No Hay Nadie Que Nos Pare (avec TINI)
- 2017 : Ya Ya Ya (avec Mickael Carreira)
- 2017 : Edge of the Night (avec Sheppard)
- 2020 : Elita (avec Gary Barlow et Michael Bublé)
- 2022 : No Llores Más : Simone & Simaria, Sebastián Yatra (version reggaeton en espagnol de Te Amo de Calema)
- 2023 : XQ Sigues Pasando (avec Abraham Mateo)

## Tournées
- 2018 : Sebastián Yatra Tour
- 2019-2020 : Yatra Yatra Tour
- 2022-2023 : Dharma Tour